# Masonia sorrentina
Masonia sorrentina är en fjärilsart som beskrevs av Eugen Wehrli 1933. Masonia sorrentina ingår i släktet Masonia och familjen säckspinnare. Inga underarter finns listade i Catalogue of Life.